# Liste von besonderen Vorfällen mit deutschem Nachrichtendienstbezug
Die Liste von besonderen Vorfällen mit deutschem Nachrichtendienstbezug stellt bundesweit bekannte besondere Vorfälle einschließlich Verratsfälle der deutschen Nachrichtendienste dar, an denen der Bundesnachrichtendienst (BND), das Bundesamt für Verfassungsschutz (BfV), eine Landesbehörde für Verfassungsschutz (LfV) oder der Militärische Abschirmdienst (MAD) beteiligt war. Oft hatte diese persönliche Konsequenzen für Mitarbeiter oder Politiker (z. B. Rücktritt) oder führten zu inhaltlichen Debatten und politischen Veränderungen (z. B. Untersuchungsausschuss oder Gesetzesänderungen). In der Liste sind sowohl der Zeitpunkt des Bekanntwerdens der besonderen Vorfälle angegeben, als auch der relevante Zeitraum der dazugehörigen Sachverhalte.
| bekannt seit | Zeitraum    | Bezeichnung                                                             | Nachrichtendienst          |
| ------------ | ----------- | ----------------------------------------------------------------------- | -------------------------- |
| 1954         | 1954–1958   | Fall Otto John (erster Präsident des BfV)                               | BfV                        |
| 1958         | 1952–1958   | Eichmann-Affäre                                                         | BND                        |
| 1961         | 1951–1961   | Fall Heinz Felfe                                                        | BND                        |
| 1963         | 1963–1965   | Abhöraffäre                                                             | BfV                        |
| 1971         | 1968–1971   | Urbach-Affäre                                                           | BfV                        |
| 1974         | 1956–1974   | Guillaume-Affäre                                                        | BND                        |
| 1976         | 1974–1991   | Schmücker-Prozess                                                       | BfV                        |
| 1977         | 1975–1980   | Lauschaffäre Traube                                                     | BfV                        |
| 1977         | 1975–1976   | Abhöraffäre von Stammheim                                               | BND, LfV Baden-Württemberg |
| 1978         | 1978        | Abhöraffäre der Sekretärin des Bundesverteidigungsministers Georg Leber | MAD                        |
| 1984         | 1983–1984   | Kießling-Affäre                                                         | MAD                        |
| 1985         | 1985        | Fall Hansjoachim Tiedge                                                 | BfV                        |
| 1986         | 1978–1988   | Celler Loch                                                             | LfV Niedersachsen          |
| 1989         | 1968–1989   | Doppelagent Alfred Spuhler                                              | BND                        |
| 1989         | 1976–1989   | Stasi-Informanten beim Verfassungsschutz                                | LfV Niedersachsen          |
| 1990         | 1968–1984   | Doppelagent Gabriele Gast                                               | BND                        |
| 1990         | 1969–1984   | Doppelagent Joachim Krase                                               | MAD                        |
| 1990         | 1981–1990   | Doppelagent Klaus Kuron                                                 | BfV                        |
| 1991         | 1991        | Fall Thilo Weichert                                                     | BfV                        |
| 1991         | 1991        | Landmaschinen-Affäre                                                    | BND                        |
| 1995         | 1994–1995   | Plutonium-Affäre                                                        | BND                        |
| 2002         | 1990er–2006 | Fall Norbert Juretzko                                                   | BND                        |
| 2003         | 2001–2003   | Scheitern des NPD-Verbotsverfahren                                      | BfV                        |
| 2004         | 2004        | Affäre um Befragungen von Gefangenen im Irak / Fall Khaled al-Masri     | BND                        |
| 2005         | 1993–1998   | Journalisten-Skandal                                                    | BND                        |
| 2006         | 2003–2006   | Irak-Affäre („Schneckenplan“)                                           | BND                        |
| 2007         | 2007–2008   | Fall Kremer                                                             | BND                        |
| 2008         | 2008–2009   | Kontroverse um BND-Mitarbeiter im Kosovo                                | BND                        |
| 2010         | 2007–2010   | Einflussnahme auf Einbürgerungsanträge                                  | LfV Niedersachsen          |
| 2011         | 1995–2011   | Nationalsozialistischer Untergrund                                      | MAD, BfV, verschiedene LfV |
| 2011         | 1970er–2011 | Dauerüberwachung von Rolf Gössner                                       | BfV                        |
| 2012         | 2006–2012   | Überwachung von Journalistin und Anwälten in Niedersachsen              | LfV Niedersachsen          |
| 2013         | 2004–2013   | BND-NSA-Überwachungsaffäre, Operation Eikonal                           | BND, BfV                   |
| 2014         | 2012–2014   | Fall Markus R.                                                          | BND                        |
| 2015         | 2015        | Landesverrat-Verdacht gegen netzpolitik.org, GBA-Entlassung             | BfV                        |
| 2018         | 2018        | Äußerungen Hans-Georg Maaßens und dessen Entlassung                     | BfV                        |
| 2022         | 2022        | Doppelagent Carsten L.                                                  | BND                        |